# Vorderösterreich
Vorderösterreich, Österreichische Vorlande eller blot die Vorlande (tysk: landene foran Østrig) var i det tysk-romerske rige den fælles betegnelse for Huset Habsburgs gamle besiddelser nord for Bodensøen i Baden og Schwaben (Sydvesttyskland), i Alsace og i Vorarlberg efter at Habsburgs fokus var flyttet til Østrig. Undertiden inkluderes Tyrol også i Vorderösterreich.
Området udgjorde resterne af de oprindelige habsburgske stamlande samt nyerhvervede besiddelser efter at Aargau var blevet tabt til Schweiz mellem 1388 og 1415. Vorderösterreich udgjordes af Sundgau vest for Rhinen og Breisgau øst for Rhinen (inklusive Freiburg im Breisgau efter 1368) samt nogle områder i Schwaben, hvoraf det største var Burgau. Nogle territorier i Vorarlberg, der tilhørte Habsburg, regnedes også med til Vorderösterreich. Efter den westfalske fred i 1648 blev Sundgau en del af Frankrig, og efter de osmanniske krige blev mange indbyggere i Vorderösterreich tilskyndet til at emigrere til det nyerhvervede Transsylvanien, der forblev Habsburgs besiddelse frem til 1797.
Freiburg var Vorderösterreichs kulturelle centrum, men områderne blev forvaltet fra Innsbruck, hvilket skyldes at Huset Habsburg til enhver tid havde grevetitlen i Tyrol og derfor samtidig regerede Vorderösterreich.
47°25′06″N 8°54′49″Ø / 47.418359°N 8.913607°Ø